# Briquet

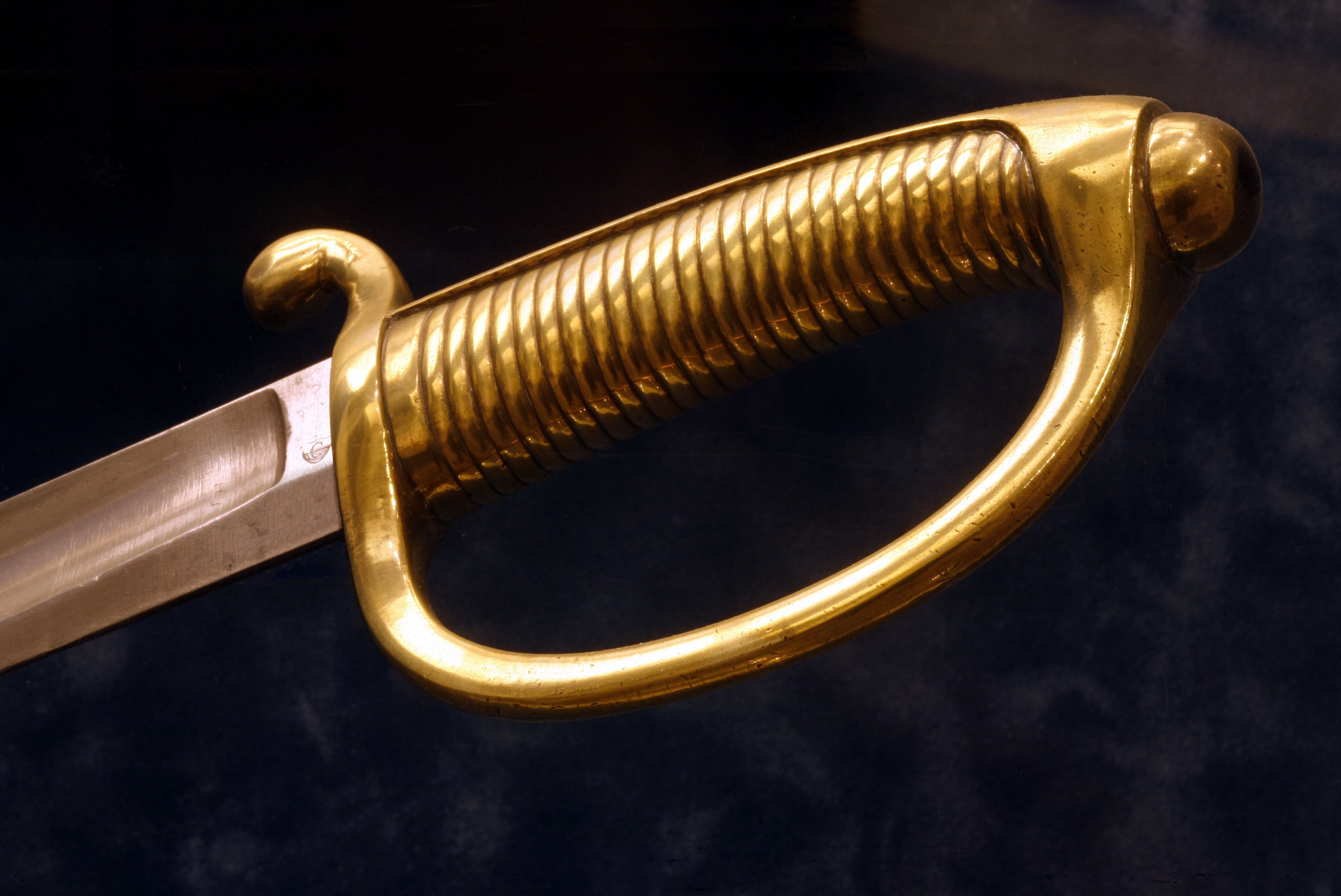
Briquet - particolare dell'impugnatura

Il Briquet era un'arma bianca manesca del tipo sciabola in dotazione ai soldati ed ai sottufficiali della Guardia imperiale di Napoleone e da Granatieri e Volteggiatori di Linea e Carabinieri e Volteggiatori Leggeri. Aveva corta lama monofilare, leggermente ricurva, e caratteristica impugnatura con arco para-mano interamente realizzata in ottone la cui guardia ricorda l'acciarino a forma di fungo in uso a quel tempo (briquet, in lingua francese, significa appunto "acciarino") sui moschetti.

## Costruzione
Il briquet si costituisce quale variante per la fanteria di un'arma solitamente impiegata dalle forze di cavalleria: la sciabola.
Il primo briquet, in dotazione alla Guardia Consolare, aveva:
- lama corta (ca. 60 cm) e tozza per garantire il potente fendente tipico della sciabola occidentale cercando comunque di preservare la maneggevolezza complessiva dell'arma, garantendo così all'utente la possibilità di una scherma articolata, non sbilanciata, che gli permettesse di destreggiarsi nelle mischie del campo di battaglia. La curvatura non eccessivamente pronunciata e la punta acuminata lasciano intendere che il briquet colpisse efficacemente sia di punta che di taglio. La lama poteva essere o no scanalata;
- impugnatura realizzata da un unico pezzo di ottone aveva guardia ad "S", disegnante un arco paramano, agganciato con un anello poco sopra il pomolo a bottone, sviluppante superiormente in una mezza crocieta con braccio ovale piatto. Il manico vero e proprio, controcurvo rispetto alla lama, era sagomato in forma di cordone. Nell'insieme, l'arco para-mano e la guardia ricordavano la forma dell'acciarino a forma di fungo montato a quel tempo sui moschetti, da cui il nome sabre briquet, "sciabola acciarino". Nei modelli destinati agli ufficiali, il manico era sagomato a scacchiera.

Il fodero era in cuoio annerito con ghiera in ottone alle due estremità.
Rispetto al modello di partenza, il briquet della Guardia Imperiale aveva:
- lama più lunga (ca. 70 cm), in acciaio di Klingenthal, scanalata su entrambi i lati;
- braccio della mezza crociera terminante in un ricciolo rivolto verso il dorso della lama, un po' più aggraziato dell'"acciarino" originario.

Il fodero rimase in cuoio annerito con ghiere di ottone decorato.

## Storia
Il nome "sciabola-acciarino" venne coniato con fini denigratori dai membri della cavalleria napoleonica per indicare la corta arma da fanteria in dotazione alla Guardia consolare (Garde des consuls), il corpo creato il 28 novembre 1799 dalla fusione della Guardia del Direttorio (Garde du Directoire exécutif) con i granatieri della Convenzione nazionale (Grenadiers près de la Représentation nationale). Si trattava di sciabole da fanteria appositamente realizzate dagli armaioli di Versailles, la cui guardia richiamava la foggia degli acciarini del tempo.
Nel 1804, quando Napoleone trasformò la Guardia consolare nella Guardia imperiale (18 maggio), venne ordinata la realizzazione di nuove sciabole corte. La lama venne realizzata in acciaio di Klingenthal e la montatura venne leggermente modifica.

Il briquet venne fornito indiscriminatamente a tutti i corpi di fanteria della Guardia imperiale (granatieri, cacciatori ed artiglieri) seppur la truppa di artiglieria finì con il servirsene solo come coltellaccio di utilità per sfrondare la vegetazione intorno al campo o alle batterie di cannoni. Dato certo è che molti soldati finirono per servirsene durante i duelli, cosa affatto infrequente nella Grande Armata.

Nel 1806 il nome "sciabola-acciarino" venne ufficialmente riconosciuto quale identificativo dell'arma portata dalle Guardie.
Nel 1812 l'uso del briquet venne circoscritto ai soli sottufficiali e tamburini dei granatieri della Guardia, in sostituzione dello spadino da ufficiale.

### Precisazione etimologia
Date le ridotte dimensioni del briquet ed il suo essere stato arma destinata alle forze di fanteria e non di cavalleria, taluni storici tendono ad identificarlo non tanto come una sciabola quanto piuttosto una spada corta.

### Fonti
- Saint-Hilaire, Émile Marco : de (1845-1847), Histoire anecdotique, politique et militaire de la Garde impériale, Parigi, Penaud.

### Studi
- Crowdy, Terry (2004), French Revolutionary Infantry 1789-1802, Oxford, Osprey Publishing, ISBN 1-84176-660-7.
- Haythornthwaite, Philip J. (1983), Napoleon's Light Infantry, Oxford, Osprey Publishing, ISBN 0-85045-521-9
- Haythornthwaite, Philip J. (1985), Napoleon's guard infantry, Oxford, Osprey Publishing, ISBN 0-85045-535-9.
- Haythornthwaite, Philip J. (1988), Napoleon's specialist troops, Oxford, Osprey Publishing, ISBN 0-85045-841-2.
- Haythornthwaite, Philip J. (1997), Imperial Guardsman 1799-1815, Londra, Reed Books Ltd., ISBN 1-85532-662-0.
- Haythornthwaite, Philip J. (1998), Napoleon's Military Machine, Spellmount Ltd., ISBN 1-873376-46-4.
- Haythornthwaite, Philip J. (1999), Weapons & equipment of the Napoleonic Wars, Londra, Arms & Armour Press, ISBN 1-85409-495-5.
- Haythornthwaite, Philip J.; Cassin-Scott, Jack; Chappell Michael (1997), Uniforms of Waterloo: 16-18 June 1815, Londra, Arms & Armour Press, ISBN 1-85409-394-0.
- Pericoli, Ugo (1973), 1815 - the armies at Waterloo, Seeley, ISBN 0-85422-072-0.